# Pogoniulus
A Pogoniulus a madarak (Aves) osztályának a harkályalakúak (Piciformes) rendjébe, ezen belül a Lybiidae családjába tartozó nem.

## Rendszertani besorolásuk
Ez a madárnem az összes családbeli rokonával együtt, korábban a tukánfélék (Ramphastidae) családjába volt besorolva; később pedig a bajuszosmadárfélék (Capitonidae) közé helyezték; azonban manapság ezek a madárnemek megkapták a saját afrikai elterjedésű madárcsaládjukat.

## Előfordulásuk
A Pogoniulus-fajok széles körben elterjedtek a Szahara alatti, trópusi Afrikában.

## Rendszerezés
A nembe az alábbi 10 faj tartozik:
- Pogoniulus atroflavus (Sparrman, 1798)
- sárgahátú bádogosmadár (Pogoniulus bilineatus) (Sundevall, 1850)
- aranyhomlokú bádogosmadár (Pogoniulus chrysoconus) (Temminck, 1832)
- Pogoniulus coryphaea (Reichenow, 1892)
- Pogoniulus leucomystax (Sharpe, 1892)
- Pogoniulus makawai Benson & Irwin, 1965
- piroshomlokú bádogosmadár (Pogoniulus pusillus) (Dumont, 1816)
- Pogoniulus scolopaceus (Bonaparte, 1850)
- Pogoniulus simplex (G. A. Fischer & Reichenow, 1884)
- Pogoniulus subsulphureus (Fraser, 1843)

Az ausztriai Gyepűfüzes nevű mezőváros mellett, egy késő miocén kori fosszíliát találtak. Első látásra Pogoniulus-fajnak tűnik, azonban pontos vizsgálatot még nem végeztek rajta. Ilyenformán az idetartozása vitatott, bár a kései ideje, amikor is élt alátámaszthatja a Pogoniulus mivoltát.

### Fordítás
- Ez a szócikk részben vagy egészben  a   Tinkerbird című angol Wikipédia-szócikk ezen változatának fordításán alapul.  Az eredeti cikk szerkesztőit annak laptörténete sorolja fel. Ez a jelzés csupán a megfogalmazás eredetét és a szerzői jogokat jelzi, nem szolgál a cikkben szereplő információk forrásmegjelöléseként.